# Kémes
Kémes ist eine ungarische Gemeinde im Kreis Siklós im Komitat Baranya.

## Geografische Lage
Kémes liegt 11 Kilometer südwestlich der Stadt Harkány und fünf Kilometer nördlich  des Flusses Dráva, der die Grenze zu Kroatien bildet. Nachbargemeinden sind Szaporca, Tésenfa, Drávapiski und Drávacsepely.

## Geschichte
Kémes wurde bereits im 11. Jahrhundert schriftlich erwähnt.

## Sehenswürdigkeiten
- Géza-Kiss-Büste, erschaffen von Zsuzsa Tóth
- Heimatmuseum (Tájház)
- János-Zentai-Büste, erschaffen von Zsuzsa Tóth
- Reformierte Kirche, erbaut zu Beginn des 19. Jahrhunderts
- Römisch-katholische Kapelle Szent István király
- Weltkriegsdenkmal (I. és II. világháborús emlékmű)

## Verkehr
Durch Kémes verläuft die Landstraße Nr. 5804. Der nächstgelegene Bahnhof befindet sich nordwestlich in Sellye.

## Bilder

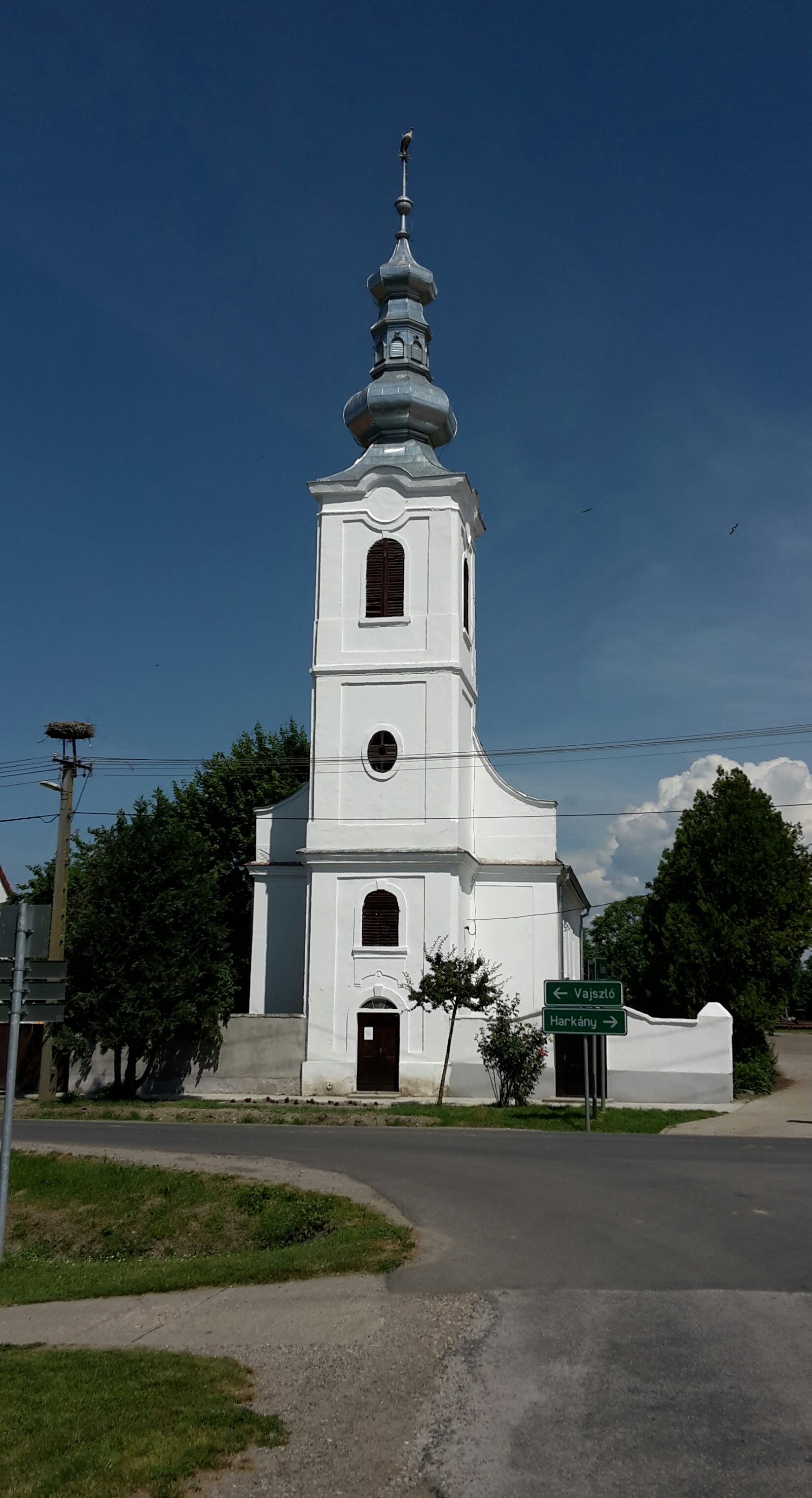
Reformierte Kirche
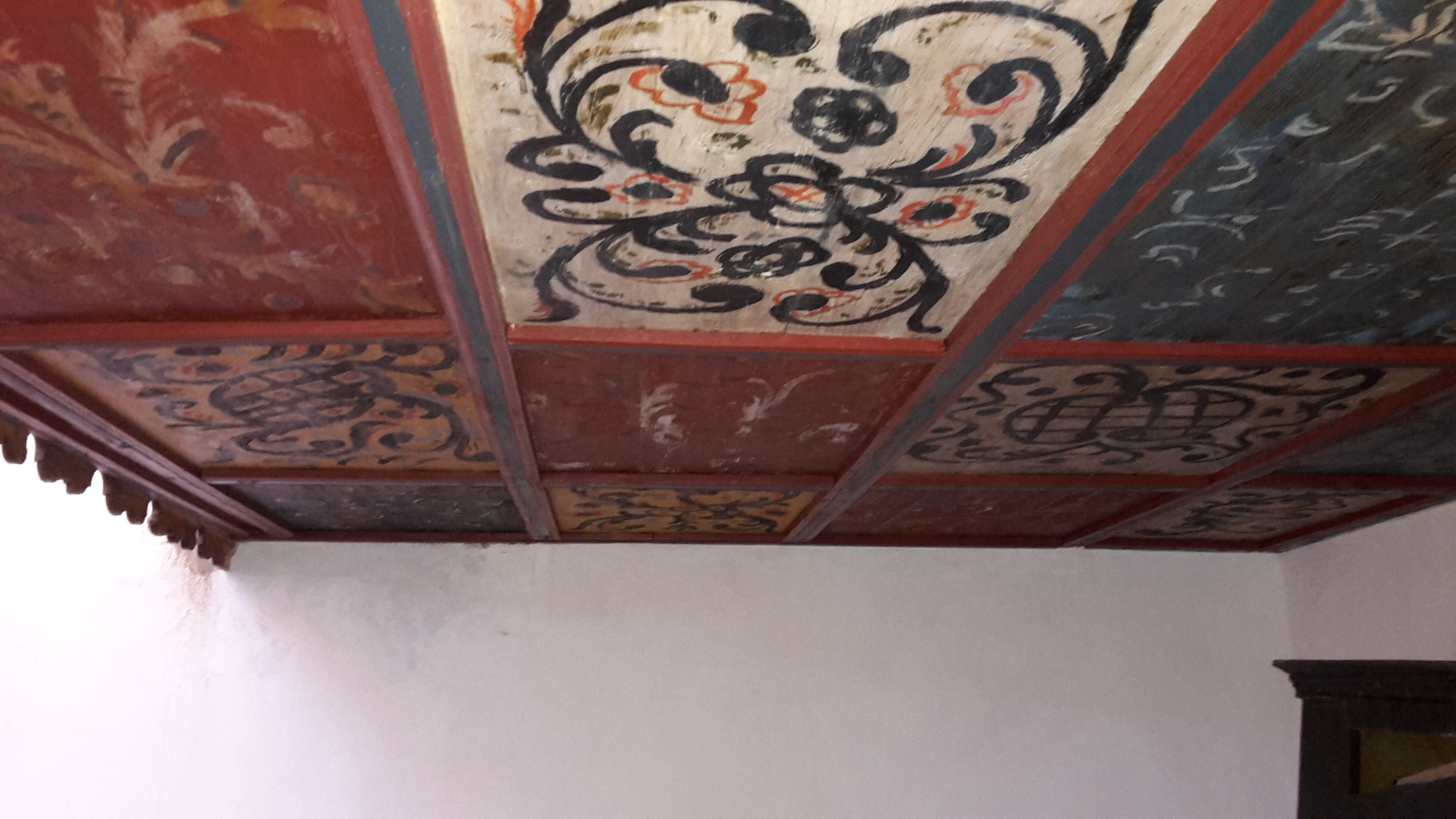
Bemalte Kassettendecke in der Kirche
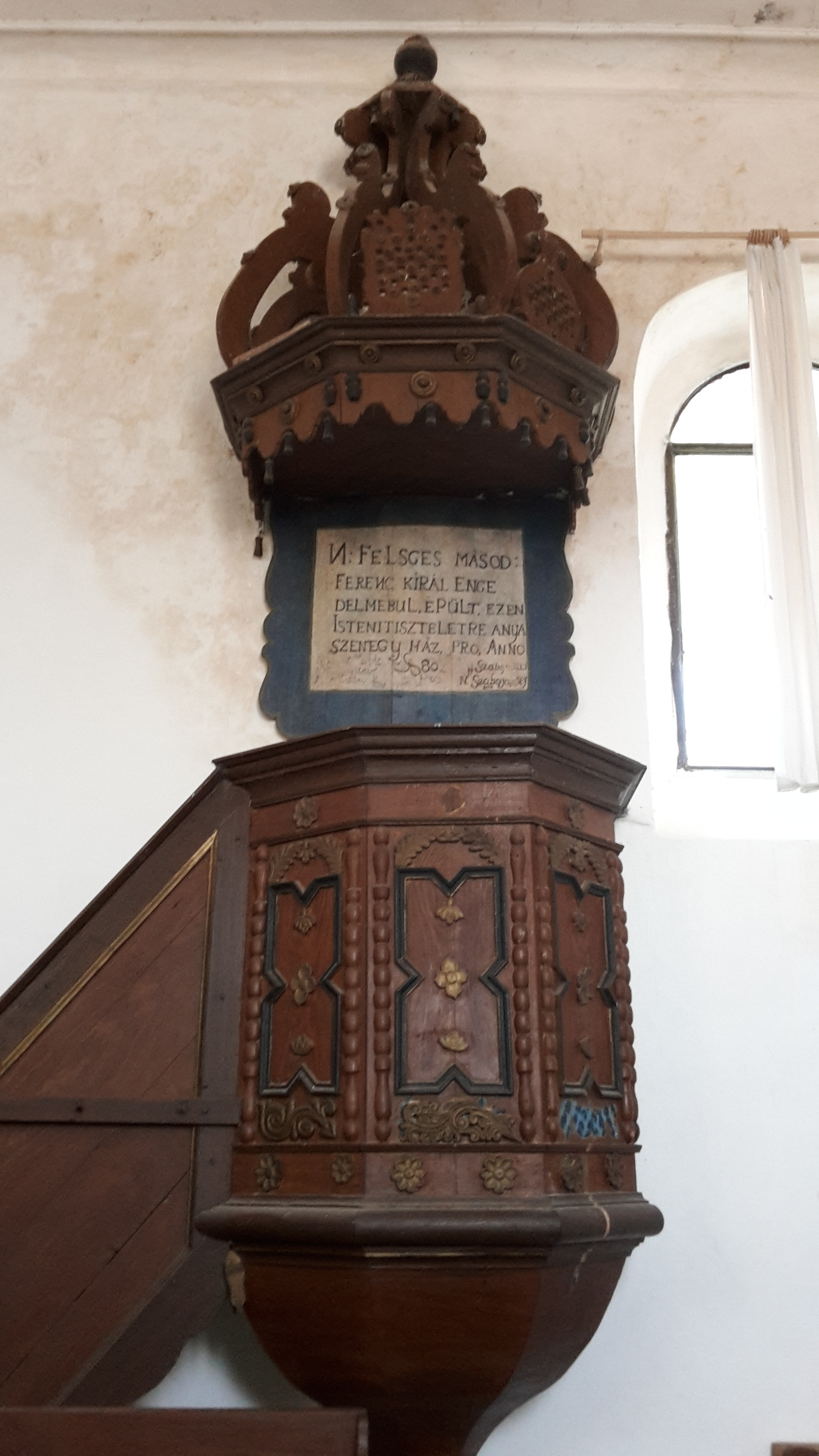
Kanzel in der Kirche